# Розье, Терри
Терри Уильям Розье III (англ. Terry William Rozier III; родился 17 марта 1994 года в Янгстауне, штат Огайо) — американский профессиональный баскетболист, выступающий за команду НБА «Майами Хит». Играл на позиции разыгрывающего защитника за колледжскую команду «Луисвилл Кардиналс». Был выбран под 16-м номером на драфте НБА 2015 года командой «Бостон Селтикс».

## Школьная карьера
Розье играл за старшую школу Шейкер Хайтс в родном (Огайо), выпустился из неё в 2012 году. В последний год своего обучения он в среднем набирал 25,6 очков, 6,5 подборов, 4,5 ассистов и 4,7 перехватов за игру, приведя Шейкерс к показателю 21 победа и 3 поражения за сезон и проведя их в региональный полуфинал в 2012 году впервые за 10 лет.
После завершения школы Розье играл за Военную академию Харгрейв один год перед тем, как перейти в колледж. В Харгрейве Розье набирал в среднем 29,3 очка, делал 7,8 подбора и 5,6 ассиста за игру. Харгрейв завершили сезон с показателем 38 побед и 8 поражений.

## Карьера в колледже
В первый год своего обучения в Луисвиллском университете (сезон 2013–2014) Розье имел статистку из 7 очков, 3,1 подборов в 37 играх, а также попал в команду новичков Американской спортивной конференции. Будучи на втором году обучения, Розье стал лидером «Луисвилл Кардиналс», набирая в среднем 17,1 очко за матч. 30 марта 2015 года он и его одноклубник по «Луисвилл Кардиналс» Монтрел Харрелл заявились на драфт НБА.

## Профессиональная карьера

### Бостон Селтикс (2015—2019)
25 июня 2015 года Розье был выбран под 16-м номером на драфте НБА 2015 года командой «Бостон Селтикс». 27 июля 2015 года он подписал свой первый профессиональный контракт с «Селтикс». 14 ноября 2015 года был переведён в клуб Д-Лиги «Мэн Ред Клоз», однако уже на следующий день был возвращён в «Бостон Селтикс». В свой первый сезон он ещё несколько раз переходил в «Мэн Ред Клоз» и обратно.

### Шарлотт Хорнетс (2019—2024)
6 июля 2019 года Розье был обменян в «Шарлотт Хорнетс» в рамках сделки «сайн-энд-трейд» с Кембой Уокером. Розье подписал контракт с «Шарлотт» на три года и 56,7 млн долларов. 18 декабря 2019 года он набрал рекордные в карьере 35 очков в поражении от «Кливленд Кавальерс». 8 марта 2020 года Розье набрал 40 очков в проигрыше от «Атланта Хокс».
23 декабря 2020 года Розье набрал максимальные за карьеру 42 очка, а также три подбора, две передачи, два перехвата и один блок в матче против «Кливленд Кавальерс».
24 августа 2021 года Розье подписал с «Хорнетс» четырехлетний контракт на сумму 97 миллионов долларов. 29 декабря он набрал максимальные в сезоне 35 очков, а также семь подборов, три передачи, два перехвата и два блока в победе над «Индианой Пэйсерс» со счетом 116:108. 12 февраля 2022 года Розье вновь набрал 35 очков, а также 10 подборов и девять передач в поражении от «Мемфис Гриззлис» со счетом 118:125. «Хорнетс» завершили сезон с результатом 43-39 и второй год подряд прошли в плей-ин турнир, но 13 апреля завершили сезон, проиграв в плей-ин «Атланте Хокс» со счетом 103:132, несмотря на 21 очко, четыре подбора и три передачи Розье.
6 января 2023 года Розье набрал максимальные в сезоне 39 очков, а также два подбора и четыре передачи в победе над «Милуоки Бакс» со счетом 138:109. 21 января он набрал 34 очка, три подбора, пять передач и четыре перехвата в победе над «Атлантой Хокс» со счетом 122:118.

### Майами Хит (2024–настоящее время)
23 января 2024 года Розье был обменян в «Майами Хит» на Кайла Лоури и защищенный выбор в первом раунде драфта. На следующий день Розье дебютировал в составе «Хит», набрав девять очков, сделав пять передач, четыре подбора и два перехвата в матче с «Мемфис Гриззлис» (96:105).

## Статистика

### Статистика в НБА
| Сезон                                                                                    | Команда | Регулярный сезон | Регулярный сезон | Регулярный сезон | Регулярный сезон | Регулярный сезон | Регулярный сезон | Регулярный сезон | Регулярный сезон | Регулярный сезон | Регулярный сезон | Регулярный сезон | Серия плей-офф | Серия плей-офф | Серия плей-офф | Серия плей-офф | Серия плей-офф | Серия плей-офф | Серия плей-офф | Серия плей-офф | Серия плей-офф | Серия плей-офф | Серия плей-офф |
| Сезон                                                                                    | Команда | GP               | GS               | MPG              | FG%              | 3P%              | FT%              | RPG              | APG              | SPG              | BPG              | PPG              | GP             | GS             | MPG            | FG%            | 3P%            | FT%            | RPG            | APG            | SPG            | BPG            | PPG            |
| ---------------------------------------------------------------------------------------- | ------- | ---------------- | ---------------- | ---------------- | ---------------- | ---------------- | ---------------- | ---------------- | ---------------- | ---------------- | ---------------- | ---------------- | -------------- | -------------- | -------------- | -------------- | -------------- | -------------- | -------------- | -------------- | -------------- | -------------- | -------------- |
| 2015/16                                                                                  | Бостон  | 39               | 0                | 8,0              | 27,4             | 22,2             | 80,0             | 1,6              | 0,9              | 0,2              | 0,0              | 1,8              | 5              | 0              | 19,7           | 39,1           | 36,4           | 100,0          | 3,4            | 1,2            | 0,2            | 0,6            | 4,8            |
| 2016/17                                                                                  | Бостон  | 74               | 0                | 17,1             | 36,7             | 31,8             | 77,3             | 3,1              | 1,8              | 0,6              | 0,1              | 5,5              | 17             | 0              | 16,3           | 40,2           | 36,8           | 80,0           | 2,6            | 1,9            | 0,6            | 0,2            | 5,6            |
| 2017/18                                                                                  | Бостон  | 80               | 16               | 25,9             | 39,5             | 38,1             | 77,2             | 4,7              | 2,9              | 1,0              | 0,2              | 11,3             | 19             | 19             | 36,6           | 40,6           | 34,7           | 82,1           | 5,3            | 5,7            | 1,3            | 0,3            | 16,5           |
| 2018/19                                                                                  | Бостон  | 79               | 14               | 22,7             | 38,7             | 35,3             | 78,5             | 3,9              | 2,9              | 0,9              | 0,3              | 9,0              | 9              | 0              | 18,0           | 32,2           | 23,5           | 75,0           | 4,3            | 1,9            | 0,4            | 0,2            | 6,4            |
| 2019/20                                                                                  | Шарлотт | 63               | 63               | 34,4             | 42,3             | 40,7             | 87,4             | 4,4              | 4,1              | 1,0              | 0,2              | 18,0             | Не участвовал  | Не участвовал  | Не участвовал  | Не участвовал  | Не участвовал  | Не участвовал  | Не участвовал  | Не участвовал  | Не участвовал  | Не участвовал  | Не участвовал  |
| 2020/21                                                                                  | Шарлотт | 69               | 69               | 34,5             | 45,0             | 38,9             | 81,7             | 4,4              | 4,2              | 1,3              | 0,4              | 20,4             | Не участвовал  | Не участвовал  | Не участвовал  | Не участвовал  | Не участвовал  | Не участвовал  | Не участвовал  | Не участвовал  | Не участвовал  | Не участвовал  | Не участвовал  |
| 2021/22                                                                                  | Шарлотт | 73               | 73               | 33,7             | 44,4             | 37,4             | 85,2             | 4,3              | 4,5              | 1,3              | 0,3              | 19,3             | Не участвовал  | Не участвовал  | Не участвовал  | Не участвовал  | Не участвовал  | Не участвовал  | Не участвовал  | Не участвовал  | Не участвовал  | Не участвовал  | Не участвовал  |
| 2022/23                                                                                  | Шарлотт | 63               | 63               | 35,3             | 41,5             | 32,7             | 80,9             | 4,1              | 5,1              | 1,2              | 0,3              | 21,1             | Не участвовал  | Не участвовал  | Не участвовал  | Не участвовал  | Не участвовал  | Не участвовал  | Не участвовал  | Не участвовал  | Не участвовал  | Не участвовал  | Не участвовал  |
| 2023/24                                                                                  | Шарлотт | 30               | 30               | 35,5             | 45,9             | 35,8             | 84,5             | 3,9              | 6,6              | 1,1              | 0,4              | 23,2             | Не участвовал  | Не участвовал  | Не участвовал  | Не участвовал  | Не участвовал  | Не участвовал  | Не участвовал  | Не участвовал  | Не участвовал  | Не участвовал  | Не участвовал  |
| 2023/24                                                                                  | Майами  | 31               | 30               | 31,5             | 42,3             | 37,1             | 91,3             | 4,2              | 4,6              | 1,0              | 0,3              | 16,4             | Не участвовал  | Не участвовал  | Не участвовал  | Не участвовал  | Не участвовал  | Не участвовал  | Не участвовал  | Не участвовал  | Не участвовал  | Не участвовал  | Не участвовал  |
|                                                                                          | Всего   | 601              | 358              | 27,8             | 42,0             | 36,7             | 82,7             | 3,9              | 3,6              | 1,0              | 0,2              | 14,3             | 50             | 19             | 24,7           | 39,3           | 33,5           | 80,9           | 4,0            | 3,3            | 0,8            | 0,3            | 9,8            |
| Наведите курсор мыши на аббревиатуры в заголовке таблицы, чтобы прочесть их расшифровку. |         |                  |                  |                  |                  |                  |                  |                  |                  |                  |                  |                  |                |                |                |                |                |                |                |                |                |                |                |

### Статистика в Джи-Лиге
| Сезон                                                                                    | Команда      | Регулярный сезон | Регулярный сезон | Регулярный сезон | Регулярный сезон | Регулярный сезон | Регулярный сезон | Регулярный сезон | Регулярный сезон | Регулярный сезон | Регулярный сезон | Регулярный сезон | Серия плей-офф | Серия плей-офф | Серия плей-офф | Серия плей-офф | Серия плей-офф | Серия плей-офф | Серия плей-офф | Серия плей-офф | Серия плей-офф | Серия плей-офф | Серия плей-офф |
| Сезон                                                                                    | Команда      | GP               | GS               | MPG              | FG%              | 3P%              | FT%              | RPG              | APG              | SPG              | BPG              | PPG              | GP             | GS             | MPG            | FG%            | 3P%            | FT%            | RPG            | APG            | SPG            | BPG            | PPG            |
| ---------------------------------------------------------------------------------------- | ------------ | ---------------- | ---------------- | ---------------- | ---------------- | ---------------- | ---------------- | ---------------- | ---------------- | ---------------- | ---------------- | ---------------- | -------------- | -------------- | -------------- | -------------- | -------------- | -------------- | -------------- | -------------- | -------------- | -------------- | -------------- |
| 2015/16                                                                                  | Мэн Ред Клоз | 14               | 14               | 33,7             | 39,3             | 33,8             | 77,6             | 6,4              | 8,0              | 1,9              | 0,1              | 19,4             | Не участвовал  | Не участвовал  | Не участвовал  | Не участвовал  | Не участвовал  | Не участвовал  | Не участвовал  | Не участвовал  | Не участвовал  | Не участвовал  | Не участвовал  |
|                                                                                          | Всего        | 14               | 14               | 33,7             | 39,3             | 33,8             | 77,6             | 6,4              | 8,0              | 1,9              | 0,1              | 19,4             | Не участвовал  | Не участвовал  | Не участвовал  | Не участвовал  | Не участвовал  | Не участвовал  | Не участвовал  | Не участвовал  | Не участвовал  | Не участвовал  | Не участвовал  |
| Наведите курсор мыши на аббревиатуры в заголовке таблицы, чтобы прочесть их расшифровку. |              |                  |                  |                  |                  |                  |                  |                  |                  |                  |                  |                  |                |                |                |                |                |                |                |                |                |                |                |

### Статистика в NCAA
| Сезон | Команда  | Conf  | Class | GP | GS | MPG  | FG%  | 3P%  | FT%  | RPG | APG | SPG | BPG | PPG  |
| --- | -------- | ----- | ----- | -- | -- | ---- | ---- | ---- | ---- | --- | --- | --- | --- | ---- |
| 2013/14 | Луисвилл | AAC   | FR    | 37 | 10 | 18,9 | 40,1 | 37,1 | 71,2 | 3,1 | 1,8 | 1,0 | 0,1 | 7,0  |
| 2014/15 | Луисвилл | ACC   | SO    | 36 | 35 | 35,0 | 41,1 | 30,6 | 79,0 | 5,6 | 3,0 | 2,0 | 0,2 | 17,1 |
| Всего | Всего    | Всего | Всего | 73 | 45 | 26,8 | 40,8 | 33,1 | 77,2 | 4,3 | 2,4 | 1,5 | 0,1 | 12,0 |
| Наведите курсор мыши на аббревиатуры в заголовке таблицы, чтобы прочесть их расшифровку Статистика приведена с сайта sports-reference.com |          |       |       |    |    |      |      |      |      |     |     |     |     |      |

## Личная жизнь
Розье приобрёл известность в социальных сетях благодаря своему появлению в программе «Стартеры» на канале NBA TV, где он приготовил свой «семейный рецепт» сэндвича со спагетти, соусом ранч и сахаром. Розье был соведущим подкаста Mickstape на канале Barstool Sports.
30 января 2025 года НБА объявила, что Розье находится под следствием федеральных властей в связи со скандалом со ставками на спорт, произошедшим в 2023 году, когда он играл за «Шарлотт Хорнетс». Большое количество ставок было сделано на тотал меньше на игру Розье, в результате чего Розье покинул поле из-за травмы стопы на девятой минуте. Однако, в отличие от ситуации с Джонтеем Портером (из-за которой Портер не сыграл больше ни одного матча до конца сезона, прежде чем был пожизненно отстранен от участия в НБА), НБА разрешила Розье продолжить играть за «Майами Хит», поскольку Розье не был обвинен в совершении каких-либо преступлений или правонарушений со своей стороны. 19 июля 2025 года ESPN опубликовала детали расследования, согласно которому на статистику Терри Розье в матче было сделано 30 ставок за 46 минут, все из них сыграли.